# NGC 145
NGC 145 är en stavgalax i stjärnbilden Valfisken. Den upptäcktes den 9 oktober 1828 av John Herschel. 